# Valentin Ursache
Valentin Niculae Ursache (n. 12 august 1985, Valea Seaca, Bălțătești, județul Neamț) este un jucător de rugby în XV profesionist român. Evoluează ca linia a II (lock) sau ca aripa de grămadă în linia III-a (flanker). Este fratele cel mai mic lui Andrei Ursache, și el un jucător de rugby.

## Carieră

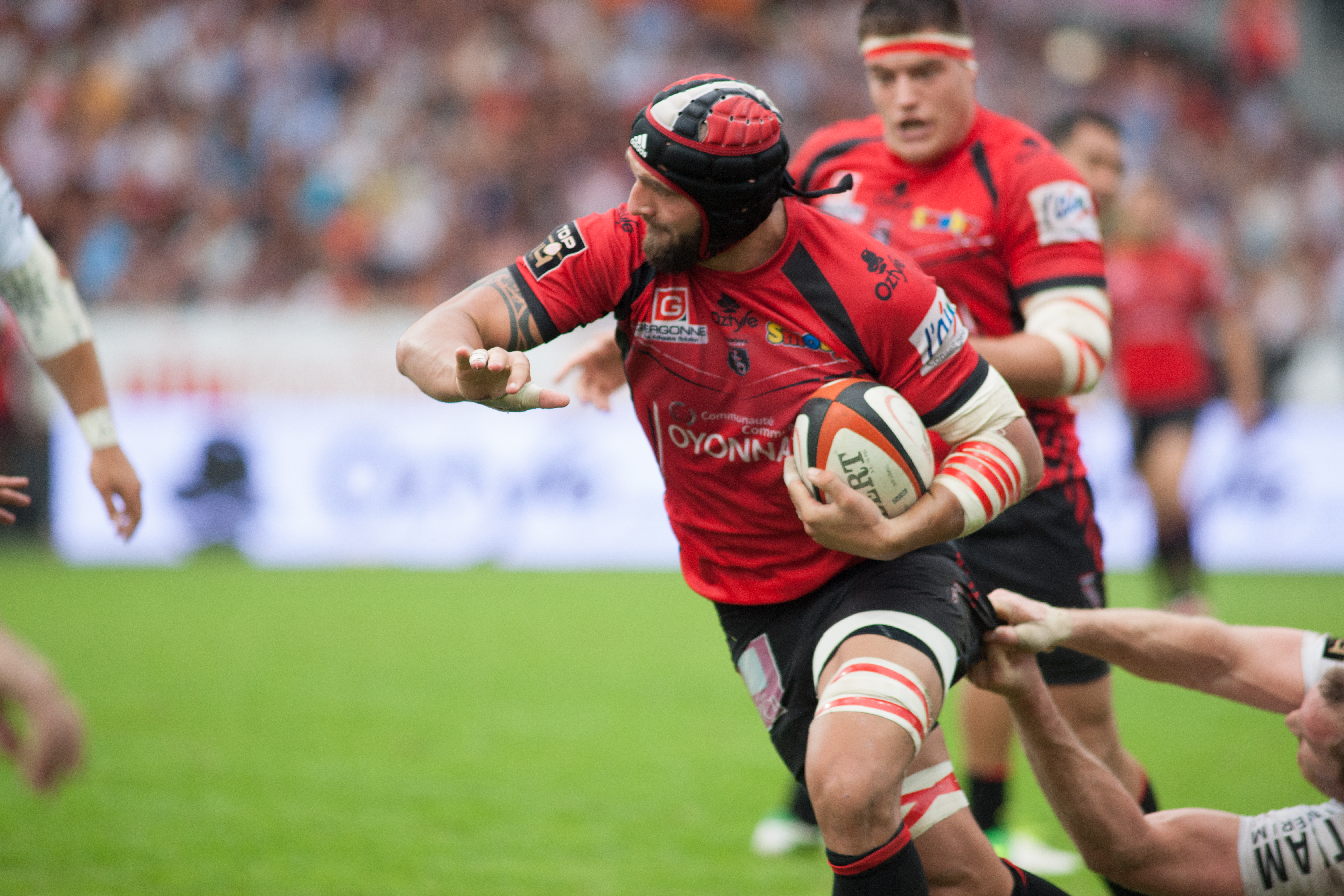
Ursache (cu mingea) jucând pentru USO Rugby în Top 14

S-a născut în Valea Seacă, Neamț, într-o familie de ciobani. S-a apucat de rugby din întâmplare. Când avea 15 ani, Valentin și fratele său cel mai tare, Andrei, au asistat la un antrenament echipei de juniori din Ciorogârla, care era într-un cantonament la Bălțătești. Valentin fost remarcat de antrenorul Ștefan „Nea Fane” Popescu pentru fizicul său impresionant: obișnuit să-și ajute tatăl la tăiatul lemnelor, avea deja 1,90 m și 115 kg. Popescu a mers imediat la părintii său pentru a semna un contract. În momentul respectiv, Ursache nu cunoștea deloc rugbyul, dar a profitat de ocazia să scape de viață și muncă de la țară.
La vârsta de 18 ani s-a alăturat lui CS Universitatea AV Arad, care evolua în prima ligă, și a disputat primul său meci ca profesionist. În momentul respectiv, câștiga 60 de euro pe lună. Un ani mai târziu, și-a făcut debutul în echipa națională a României într-un meci amical împotrivă Italiei. „Stejarii” au câștigat la limită, scorul fiind de 25-24, ceea ce reprezintă singura victorie recentă împotriva unei echipe participante la Turneul celor 6 Națiuni.
Apoi a plecat la CSA Steaua București, și ulterior la CSM Știința Baia Mare, formație la care a devenit dublu campion național. În anul 2010, Serge Laïrle, fostul antrenor „Stejarilor”, i-a adus la clubul Pays d'Aix RC, care evolua în Pro D2, al doilea eșalon valoric din Franța. Două sezoanele mai târziu, a semnat cu Union Sportive Oyonnax, cu care a promovat în Top 14, campionatul francez de elită, și unde joacă până în prezent.
A participat la trei ediții ale Cupei Mondiale de Rugby: Franța 2007, Australia/Noua Zeelandă 2011 și Anglia 2015. În această competiție, a marcat singurul eseu român în cadrul meciului cu Franței în grupele. Totuși, a primit o săptămână de suspendare pentru un placaj periculos în timpul acestui meci. După reîncadrarea sa, a fost numit căpitan Stejarilor pentru meciul cu Irlanda, căpitanul în titre Mihai Macovei fiind suspendat.
Până în octombrie 2015, a strâns 63 de selecții în națională și a marcat 20 de puncte, înscriind patru eseuri.

## Legături externe
- Prezentare Arhivat în 25 iulie 2015, la Wayback Machine. la USO Rugby
- Statistice internaționale pe ESPN Scrum
- Statistice de club Arhivat în 3 octombrie 2015, la Wayback Machine. pe EPC Rugby